# Tor Nørretranders
Tor Nørretranders (nacido 20 de junio de 1955 en Copenhague) es un autor danés de divulgación científica. Su obra trata principalmente sobre el papel de la ciencia en la sociedad y cómo podría ésta adaptarse a los avances científicos. En su libro The User Illusion acuñó el término de exformación.